# 微分
函数的微分（英語：Differential of a function）是指对函数的局部变化的一种线性描述。微分可以近似地描述当函数自变量的取值作足够小的改变时，函数的值是怎样改变的。
微分在数学中的定义：由{\displaystyle y}是{\displaystyle x}的函数({\displaystyle y=f(x)})。从简单的平面直角坐标系来看，自变量{\displaystyle x}的变化量趋近于0时({\displaystyle {\frac {\mathrm {d} }{\mathrm {d} x}}})，因变量{\displaystyle y}的变化量也趋近于0，但{\displaystyle x}和{\displaystyle y}的变化量都趋近于0。当{\displaystyle x}有极小的变化量时，这称为{\displaystyle x}的微分。
当某些函数{\displaystyle \textstyle f}的自变量{\displaystyle \textstyle x}有一个微小的改变{\displaystyle \textstyle h}时，函数的变化可以分解为两个部分。
一个部分是线性部分：在一维情况下，它正比于自变量的变化量{\displaystyle \textstyle h}，可以表示成{\displaystyle \textstyle h}和一个与{\displaystyle \textstyle h}无关，只与函数{\displaystyle \textstyle f}及{\displaystyle \textstyle x}有关的量的乘积；在更广泛的情况下，它是一个线性映射作用在{\displaystyle \textstyle h}上的值。
另一部分是比{\displaystyle \textstyle h}更高阶的无穷小，也就是说除以{\displaystyle \textstyle h}后仍然会趋于零。当改变量{\displaystyle \textstyle h}很小时，第二部分可以忽略不计，函数的变化量约等于第一部分，也就是函数在{\displaystyle \textstyle x}处的微分，记作{\displaystyle \displaystyle f'(x)h}或{\displaystyle \displaystyle {\textrm {d}}f_{x}(h)}。如果一个函数在某处具有以上的性质，就称此函数在该点可微。
不是所有的函数的变化量都可以分为以上提到的两个部分。若函数在某一点无法做到可微，便称函数在该点不可微。
在古典的微积分学中，微分被定义为变化量的线性部分，在现代的定义中，微分被定义为将自变量的改变量{\displaystyle \textstyle h}映射到变化量的线性部分的线性映射{\displaystyle \displaystyle {\textrm {d}}f_{x}}。这个映射也被称为切映射。给定的函数在一点的微分如果存在，就一定是唯一的。

## 一元微分

### 定义

函数在一点的微分。其中红线部分是微分量，而加上灰线部分后是实际的改变量

设函数{\displaystyle y=f(x)}在某区间{\displaystyle {\mathcal {I}}}内有定义。对于{\displaystyle {\mathcal {I}}}内一点{\displaystyle x_{0}}，当{\displaystyle x_{0}}变动到附近的{\displaystyle x_{0}+\Delta x}（也在此区间内）时，如果函数的增量{\displaystyle \Delta y=f(x_{0}+\Delta x)-f(x_{0})}可表示为
{\displaystyle \Delta y=A\Delta x+o(\Delta x)}（其中{\displaystyle A}是不依赖于{\displaystyle \Delta x}的常数），而{\displaystyle o(\Delta x)}是比{\displaystyle \Delta x}高阶的无穷小，那么称函数{\displaystyle f(x)}在点{\displaystyle x_{0}}是可微的，且{\displaystyle A\Delta x}称作函数在点{\displaystyle x_{0}}相应于自变量增量{\displaystyle \Delta x}的微分，记作{\displaystyle {\textrm {d}}y}，即{\displaystyle {\textrm {d}}y=A\Delta x}，{\displaystyle {\textrm {d}}y}是{\displaystyle \Delta y}的线性主部。:141
通常把自变量{\displaystyle x}的增量{\displaystyle \Delta x}称为自变量的微分，记作{\displaystyle {\textrm {d}}x}，即{\displaystyle {\textrm {d}}x=\Delta x}。

### 和导数的关系
微分和导数是两个不同的概念。但是，对一元函数来说，可微与可导是完全等价的概念:141。可微的函数，其微分等于导数乘以自变量的微分{\displaystyle {\textrm {d}}x}，换句话说，函数的微分与自变量的微分之商等于该函数的导数。因此，导数也叫做微商。于是函数{\displaystyle y=f(x)}的微分又可记作{\displaystyle {\textrm {d}}y=f'(x){\textrm {d}}x}。

### 几何意义
设{\displaystyle \Delta x}是曲线{\displaystyle y=f(x)}上的点{\displaystyle P}在横坐标上的增量，{\displaystyle \Delta y}是曲线在点{\displaystyle P}对应{\displaystyle \Delta x}在纵坐标上的增量，{\displaystyle {\textrm {d}}y}是曲线在点{\displaystyle P}的切线对应{\displaystyle \Delta x}在纵坐标上的增量。当{\displaystyle \left|\Delta x\right|}很小时，{\displaystyle \left|\Delta y-{\textrm {d}}y\right|}比{\displaystyle \left|\Delta x\right|}要小得多(高阶无穷小)，因此在点{\displaystyle P}附近，我们可以用切线段来近似代替曲线段。

### 例子
设有函数{\displaystyle f:x\mapsto x^{2}}，考虑它从某一点{\displaystyle x}变到{\displaystyle x+{\textrm {d}}x}。这时，函数的改变量{\displaystyle f(x+{\textrm {d}}x)-f(x)}等于：
{\displaystyle f(x+{\textrm {d}}x)-f(x)=(x+{\textrm {d}}x)^{2}-x^{2}}
{\displaystyle =2x\cdot {\textrm {d}}x+({\textrm {d}}x)^{2}=A{\textrm {d}}x+o({\textrm {d}}x)}
其中的线性主部：{\displaystyle Adx=2xdx}，高阶无穷小是{\displaystyle o({\textrm {d}}x)=({\textrm {d}}x)^{2}}。
因此函数{\displaystyle \textstyle f}在点{\displaystyle \textstyle x}处的微分是{\displaystyle {\textrm {d}}y=2x{\textrm {d}}x}。函数的微分与自变量的微分之商{\displaystyle {\frac {{\textrm {d}}y}{{\textrm {d}}x}}=2x=f^{\prime }(x)}，等于函数的导数。
{\displaystyle {\frac {\mathrm {d} y}{\mathrm {d} x}}={\frac {\mathrm {d} (ax^{n})}{\mathrm {d} x}}}，尤其{\displaystyle y=ax^{n}}
{\displaystyle =nax^{(n-1)}}
以下有一例子：
當方程式為{\displaystyle y=2x^{2}}時，就會有以下的微分過程。
{\displaystyle {\frac {\mathrm {d} y}{\mathrm {d} x}}}
{\displaystyle ={\frac {\mathrm {d} 2x^{2}}{\mathrm {d} x}}}
{\displaystyle =2\cdot 2x^{(2-1)}}
{\displaystyle =4x}

### 微分法则
和求导一样，微分有类似的法则。例如，如果设函数{\displaystyle u}、{\displaystyle v}可微，那么：
- {\displaystyle \mathrm {d} (au+bv)=\mathrm {d} au+\mathrm {d} bv=a\mathrm {d} u+b\mathrm {d} v}
- {\displaystyle d(uv)=udv+vdu}
- {\displaystyle d\left({\frac {u}{v}}\right)={\frac {vdu-udv}{v^{2}}}}
- 若函数{\displaystyle y(u)}可导，那么{\displaystyle d[y(u)]=y'(u)du}[1]:139

## 多元函数微分
当自变量是多元变量时，导数的概念已经不适用了（尽管可以定义对某个分量的偏导数，但偏導數只對單一自變量微分），但仍然有微分的概念。

### 定义
设{\displaystyle f}是从欧几里得空间Rn（或者任意一个内积空间）中的一个开集{\displaystyle \Omega }射到Rm的一个函数。对于{\displaystyle \Omega }中的一点{\displaystyle x}及其在{\displaystyle \Omega }中的邻域{\displaystyle \Lambda }中的点{\displaystyle x+h}。如果存在线性映射{\displaystyle A}使得对任意这样的{\displaystyle x+h},
{\displaystyle \lim _{h\to 0}\left({\frac {|f(x+h)-f(x)-A(h)|}{|h|}}\right)=0}
那么称函数{\displaystyle f}在点{\displaystyle x}处可微。线性映射{\displaystyle A}叫做{\displaystyle f}在点{\displaystyle x}处的微分，记作{\displaystyle {\textrm {d}}f_{x}}。
如果{\displaystyle f}在点{\displaystyle x}处可微，那么它在该点处一定连续，而且在该点的微分只有一个。为了和偏导数区别，多元函数的微分也叫做全微分或全导数。
当函数在某个区域的每一点{\displaystyle x}都有微分{\displaystyle {\textrm {d}}f_{x}}时，可以考虑将{\displaystyle x}映射到{\displaystyle {\textrm {d}}f_{x}}的函数：
{\displaystyle {\textrm {d}}f:x\mapsto {\textrm {d}}f_{x}}
这个函数一般称为微分函数。

### 性质
- 如果{\displaystyle f}是线性映射，那么它在任意一点的微分都等于自身。
- 在Rn（或定义了一组标准基的内积空间）裡，函数的全微分和偏导数间的关系可以通过雅可比矩阵刻画：

设{\displaystyle f}是从Rn射到Rm的函数，{\displaystyle f=(f_{1},f_{2},\cdots ,f_{m})}，那么：
{\displaystyle {\textrm {d}}f_{x}=J_{f}(x)={\begin{bmatrix}{\frac {\partial f_{1}}{\partial x_{1}}}&\cdots &{\frac {\partial f_{1}}{\partial x_{n}}}\\\vdots &\ddots &\vdots \\{\frac {\partial f_{m}}{\partial x_{1}}}&\cdots &{\frac {\partial f_{m}}{\partial x_{n}}}\end{bmatrix}}}。
具体来说，对于一个改变量：{\displaystyle h=(h_{1},h_{2},\ldots ,h_{n})=\sum _{i=1}^{n}h_{i}e_{i}}，微分值：
{\displaystyle {\textrm {d}}f_{x}(h)={\begin{bmatrix}{\frac {\partial f_{1}}{\partial x_{1}}}&\cdots &{\frac {\partial f_{1}}{\partial x_{n}}}\\\vdots &\ddots &\vdots \\{\frac {\partial f_{m}}{\partial x_{1}}}&\cdots &{\frac {\partial f_{m}}{\partial x_{n}}}\end{bmatrix}}{\begin{pmatrix}h_{1}\\\vdots \\h_{n}\end{pmatrix}}=\sum _{i=1}^{m}\left(\sum _{j=1}^{n}{\frac {\partial f_{i}}{\partial x_{j}}}h_{j}\right)e_{i}}
- 可微的必要条件：如果函数{\displaystyle f}在一点{\displaystyle x_{0}}处可微，那么雅克比矩阵的每一个元素{\displaystyle {\frac {\partial f_{i}}{\partial x_{j}}}(x_{0})}都存在，但反之不真[4]:76。
- 可微的充分条件：如果函数{\displaystyle f}在一点{\displaystyle x_{0}}的雅克比矩阵的每一个元素{\displaystyle {\frac {\partial f_{i}}{\partial x_{j}}}(x_{0})}都在{\displaystyle x_{0}}连续，那么函数在这点处可微，但反之不真[4]:77。

### 例子
函数{\displaystyle f:(x,y)\mapsto \left(x^{2}+y^{2},(1-x^{2}-y^{2})x-y,x-(1-x^{2}-y^{2})y\right)}是一个从{\displaystyle \mathbb {R} ^{2}}射到{\displaystyle \mathbb {R} ^{3}}的函数。它在某一点{\displaystyle (x,y)}的雅可比矩阵为：
{\displaystyle J_{f}(x,y)={\begin{bmatrix}2x&2y\\1-3x^{2}-y^{2}&-2xy-1\\1+2xy&-1+x^{2}+3y^{2}\end{bmatrix}}}
微分为：{\displaystyle {\textrm {d}}f_{(x,y)}:h\mapsto J_{f}(x,y)(h)}，也就是：
{\displaystyle {\textrm {d}}f_{(x,y)}:h={\begin{pmatrix}h_{1}\\h_{2}\end{pmatrix}}\mapsto {\begin{bmatrix}2x&2y\\1-3x^{2}-y^{2}&-2xy-1\\1+2xy&-1+x^{2}+3y^{2}\end{bmatrix}}{\begin{pmatrix}h_{1}\\h_{2}\end{pmatrix}}={\begin{pmatrix}2xh_{1}+2yh_{2}\\(1-3x^{2}-y^{2})h_{1}-(2xy+1)h_{2}\\(1+2xy)h_{1}-(1-x^{2}-3y^{2})h_{2}\end{pmatrix}}}

## 微分与微分形式
如果说微分是导数的一种推广，那么微分形式则是对于微分函数的再推广。微分函数对每个点{\displaystyle x}给出一个近似描述函数性质的线性映射{\displaystyle {\textrm {d}}f_{x}}，而微分形式对区域{\displaystyle \mathbf {D} }内的每一点给出一个从该点的切空间映射到值域的斜对称形式：{\displaystyle \omega (x):\mathbf {TD} _{x}\longrightarrow \mathbb {R} }。在坐标记法下，可以写成：
{\displaystyle \omega (x)=\sum _{1\leq i_{1}\leq \cdots \leq i_{k}\leq n}a_{i_{1}\cdots i_{k}}(x){\textrm {d}}x^{i_{1}}\wedge \cdots \wedge {\textrm {d}}x^{i_{k}}}
其中的{\displaystyle {\textrm {d}}x^{i}}是{\displaystyle i}-射影算子，也就是说将一个向量{\displaystyle v}射到它的第{\displaystyle i}个分量{\displaystyle v^{i}}的映射。而{\displaystyle {\textrm {d}}x^{i_{1}}\wedge \cdots \wedge {\textrm {d}}x^{i_{k}}}是满足：
{\displaystyle {\textrm {d}}x^{i_{1}}\wedge \cdots \wedge {\textrm {d}}x^{i_{k}}(v_{1},\cdots v_{k})={\begin{vmatrix}v_{1}^{i_{1}}&\cdots &v_{1}^{i_{k}}\\\vdots &\ddots &\vdots \\v_{k}^{i_{1}}&\cdots &v_{k}^{i_{k}}\end{vmatrix}}}
的k-形式。
特别地，当{\displaystyle f}是一个从Rn射到R 的函数时，可以将{\displaystyle {\textrm {d}}f_{x}}写作：
{\displaystyle {\textrm {d}}f_{x}=\sum _{i=1}^{n}{\frac {\partial f}{\partial x_{i}}}(x){\textrm {d}}x^{i}}
正是上面公式的一个特例。